# Herman Hjorton
Herman Hjorton, född 10 maj 1869 i Kvillinge, död 8 maj 1923 i Huskvarna, var en svensk läkare. 
Hjorton är framför allt känd för att ha utvecklat det drogliknande pulvret Hjortons pulver som användes brett i Huskvarna under 1900-talet, innan det kontrollerades och sedermera förbjöds eftersom det orsakade cancer och njurskador.

## Biografi
Hjorton föddes 1869 i Kvillinge i Östergötland. Han studerade medicin i Uppsala och legitimerades som läkare 1903. Samma år öppnade han en läkarpraktik i Huskvarna.
Hjorton utvecklade det så kallade Hjortons pulver, ett njutningspulver som användes mot värk och som fick bred användning i Huskvarna i samband med spanska sjukan. Pulvret användes även för andra ändamål, i synnerhet bland anställda på Husqvarna som fick starkare krafter till arbetet. Pulvret såldes receptfritt på apotek i staden, och som mest såldes under 1950-talet mer än 8 000 påsar om dagen. Det visade sig dock att pulvret framkallade cancer och njurskador, vilket bidrog till att försäljningen först kontrollerades och sedan förbjöds.
När Hjorton 1923 på cykel skulle rycka ut till en patient drabbades han av en en hjärtinfarkt och dog. Hjorton fick en av stadens dittills största begravningar, och när kistan passerade Esplanaden i Huskvarna stod invånare, fabriksarbetare och skolbarn med sänkta huvuden längs gatan. Hjorton är begraven på Huskvarna kyrkogård, under kyrkogårdens största minnessten. Inskriptionen på minnesstenen lyder: "Tacksamhet och vänskap reste vården till minne av en osjälvisk livsgärning".